# Pleșa, Galați
Pleșa este un sat în comuna Berești-Meria din județul Galați, Moldova, România.
 Acest articol despre o localitate din județul Galați este deocamdată un ciot. Puteți ajuta Wikipedia prin completarea lui.